# Packshot
Et packshot eller produktbillede er et billede af et produkt og dets emballage, oftest taget i et studie, til brug ved markedsføring.
Hovedformålet med et produktbillede er at give gøre produktet let genkendeligt for forbrugeren, så denne reagerer på produktet i en salgssituation.
Produktbilleder ses ofte i Tv-reklamer, hvor de udgør 2 til 5 sekunder ud af en 30-sekunders reklame.Hoveddelen bliver dog brugt til tilbudsaviser, kataloger, webshops og andre trykte og digitale medier.
En professionel fotograf kan sætte belysning, fokus, kameraparametre osv. Efterbehandling (postproduction i fagsprog) er ofte påkrævet, da ubehandlede fotografier fra et kamera sjældent kan indsættes direkte på en hjemmeside eller web-butik. I de fleste tilfælde skal fotografen korrigere billedet; såsom farveændring (kalibrering), retouchere, fjerne baggrund, og tilføje nuancer. Et fotostudie og professionelt udstyr er oftest påkrævet for at producere kvalitetsbilleder.
Hele processen er en smule kompliceret og tidskrævende, men takket være resultatet, kan forbrugeren se produktet, som det virkelig er. Et packshot kan tilbyde vigtige indtryk til potentielle købere. Præsentationen af produktet indenfor e-handel er et meget vigtigt aspekt, da det rigtige behandlede packshot billede vil øge omsætningen, samt give færre returneringer og klager.
Gode packshots kan være rentabelt for alle som har et produkt til salg.